# Варік (Нідерланди)
Варік (нід. Varik) — село в нідерландській провінції Гелдерланд. Входить до муніципалітету Вест-Бетюве.
Перша згадка про населений пункт датується другою половиною 10-го сторіччя. Розбудовувалося уздовж річки Вааль. До 1978 року мало статус окремого муніципалітету.

## Галерея

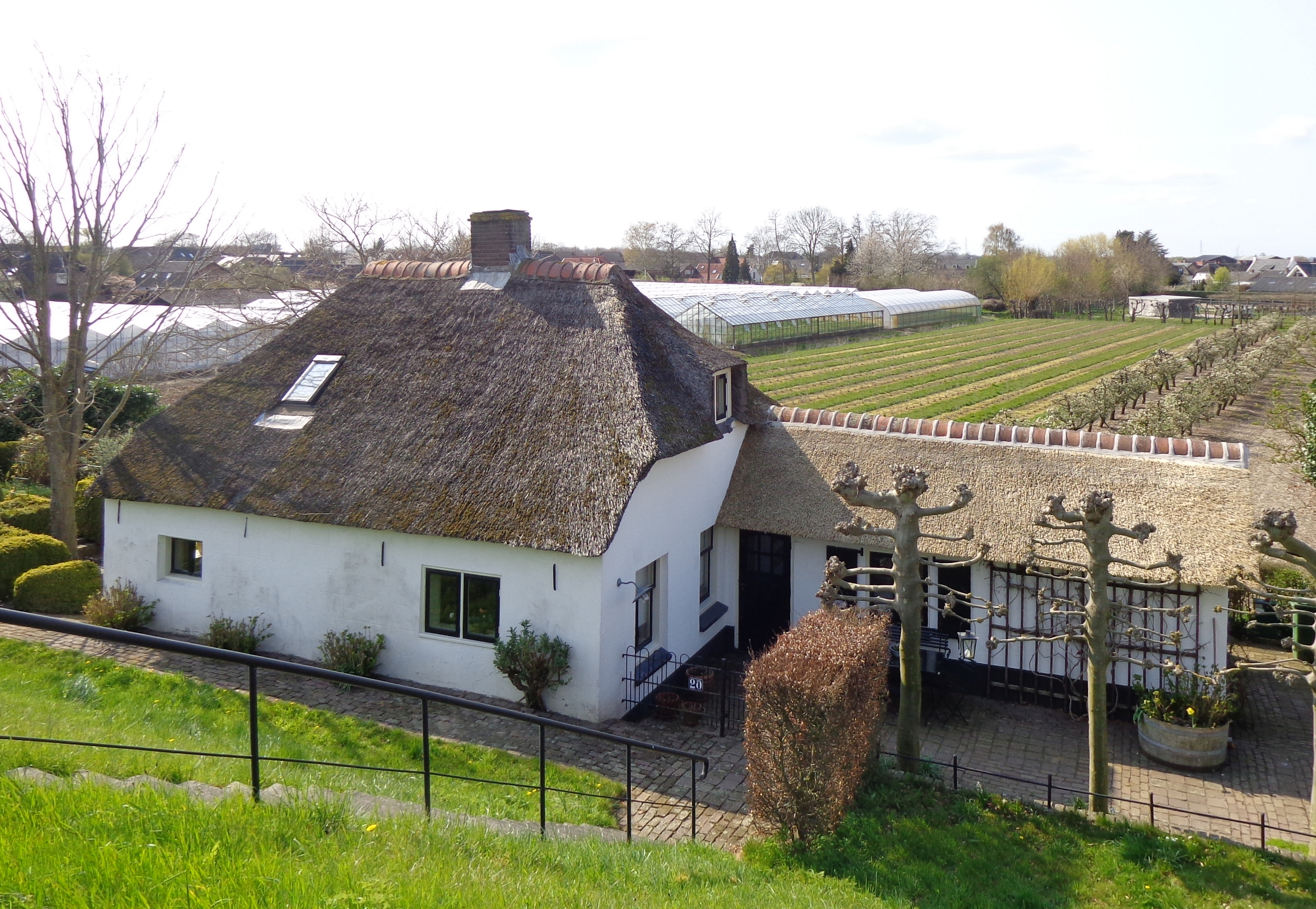
Ферма
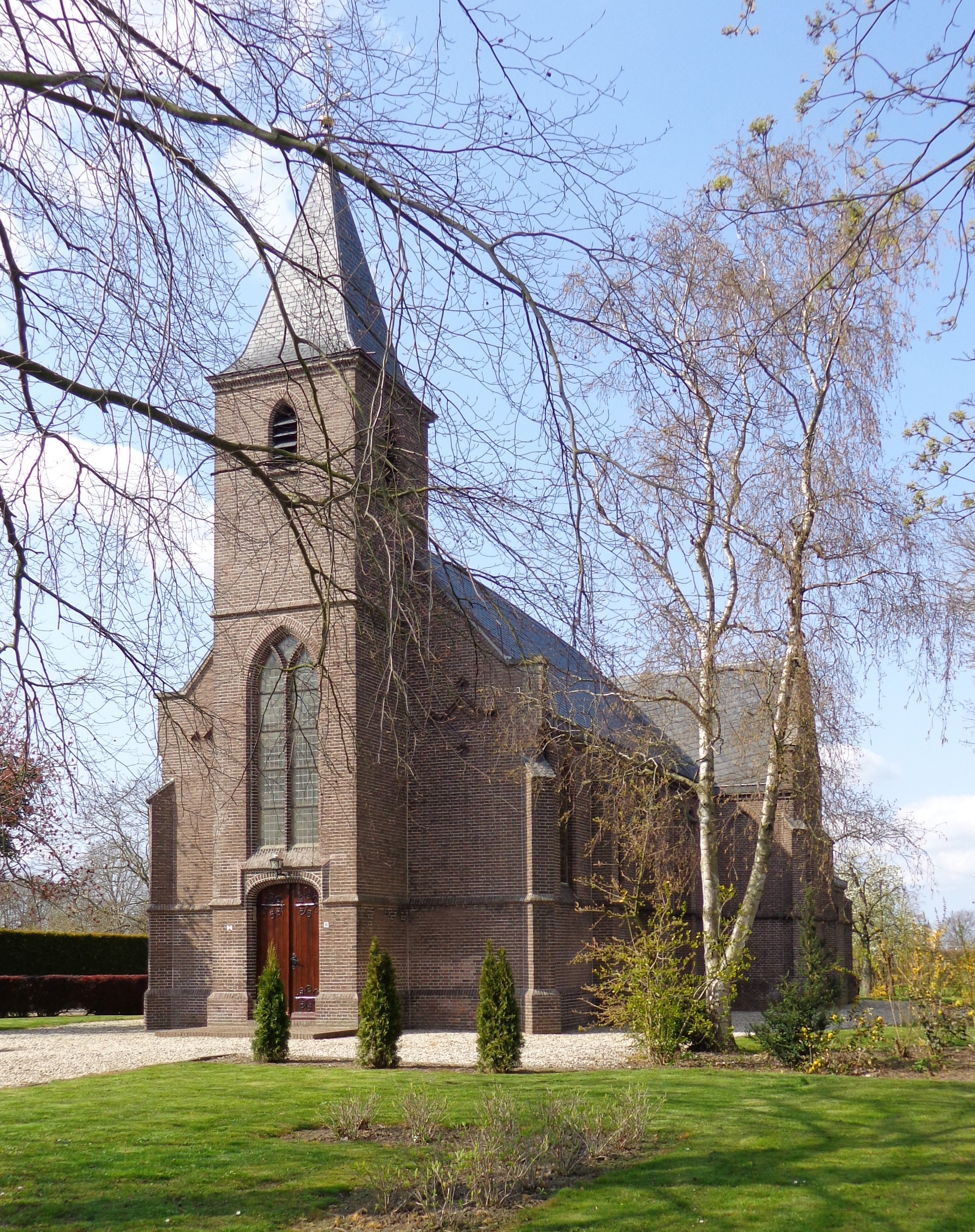
Реформістська церква
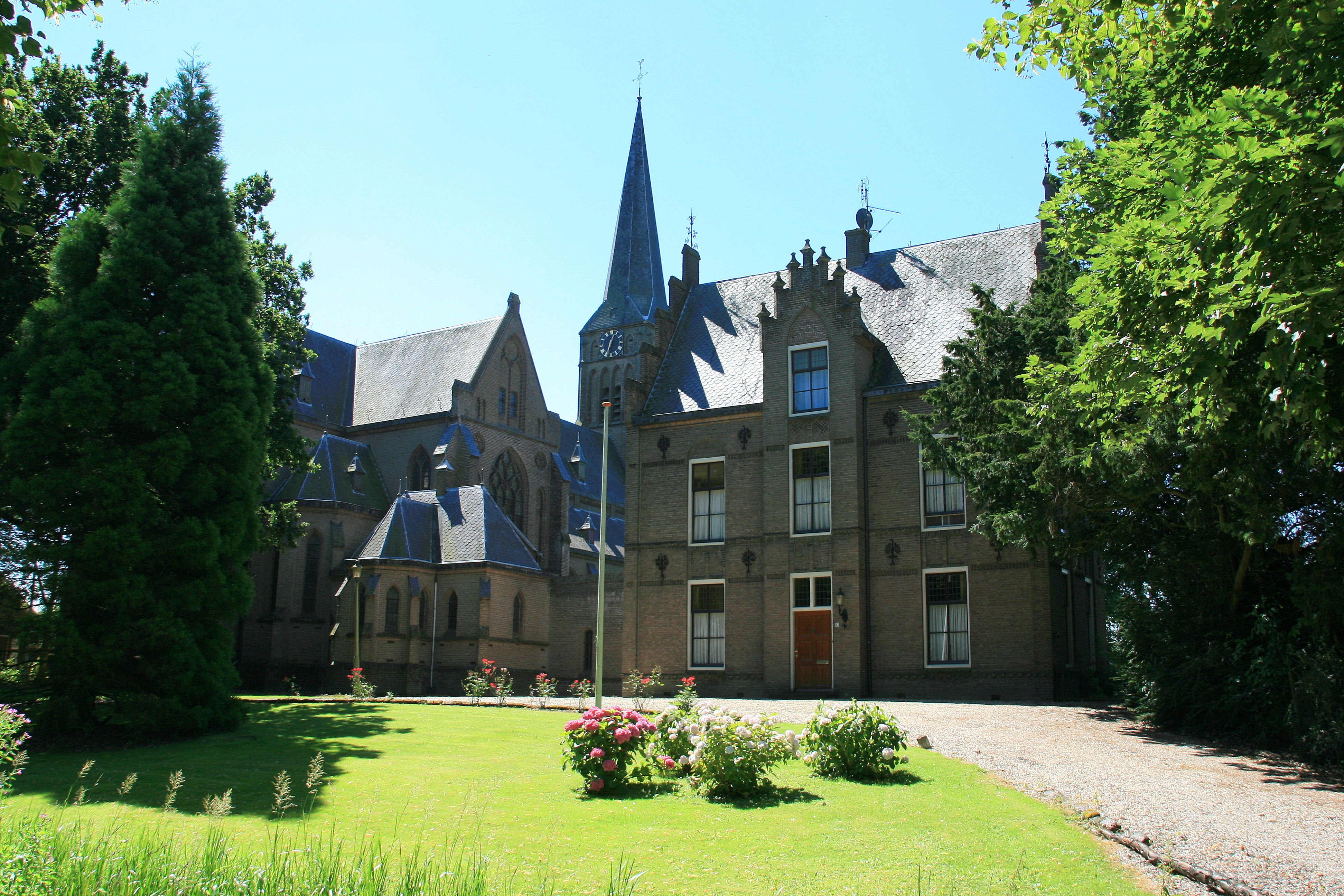
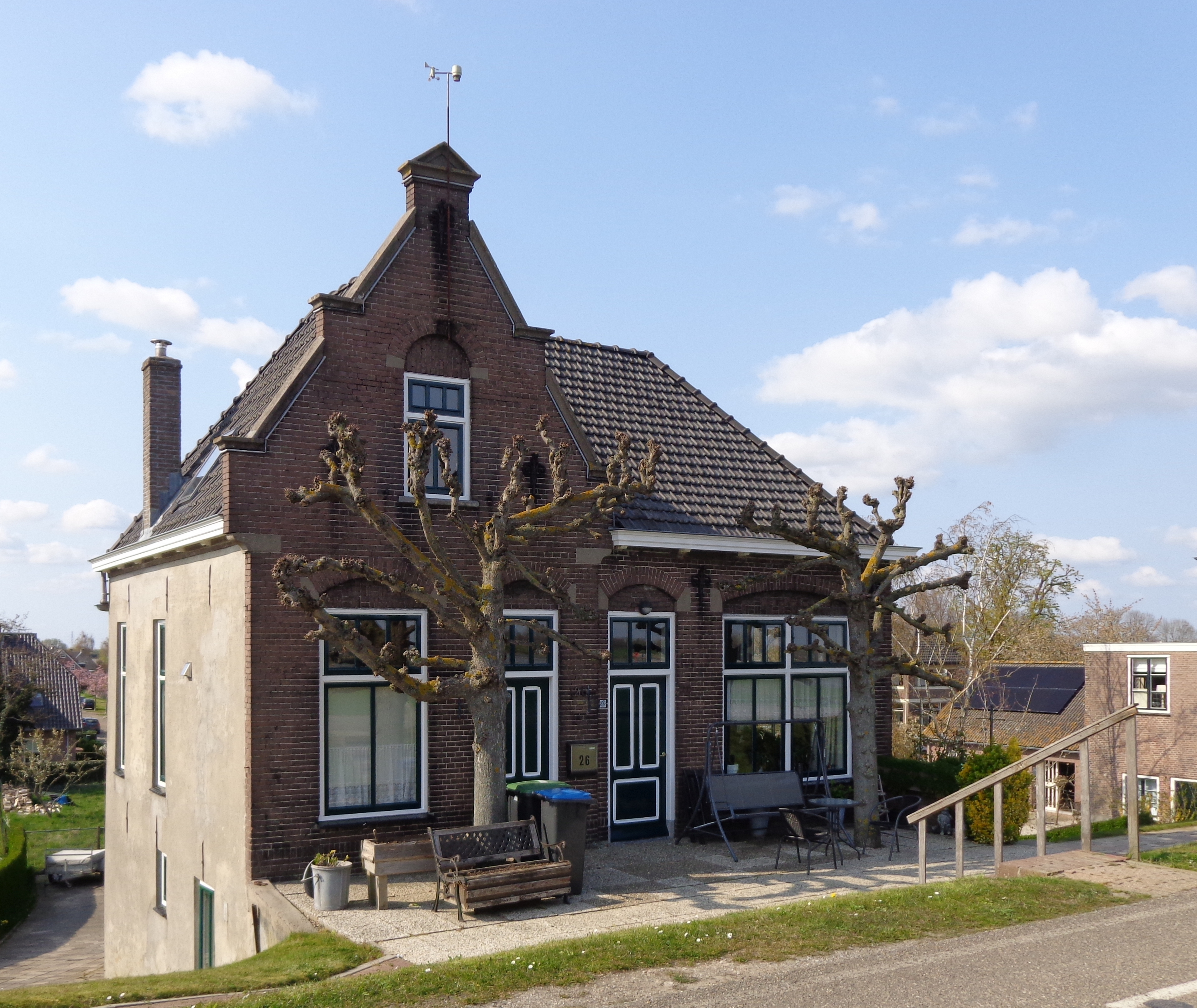